# ENTAC (ミサイル)
ENTACは、フランスが開発した有線指令誘導方式の対戦車ミサイルで、名称はフランス語「ENgin Teleguide Anti-Char」の頭文字に由来する。アメリカ軍での型式はMGM-32A。
1950年代初頭に開発され、フランス陸軍には1957年に配備された。1974年の生産終了までに、およそ14万発が製造された。

## 概要
ミサイルは、一斗缶のような単純な構造の金属の箱状の発射機から射出され、これは、操作機に接続される。1つの操作機で、最大10機の発射機を制御できる。射手は、ジョイスティックにより手動でミサイルを誘導する。弾道の補正はミサイルの後部と発射機をつなぐ2本のワイヤーを通して行われる手動誘導方式である。
他の第1世代の対戦車ミサイルと同じように射程が短く飛行速度が遅いのは、射手のコントロールを容易にするためである。

## 開発
このミサイルの開発は、フランスの政府機関であるDTAT（Direction Techinique des Armements Terrestres）によって行われ、ノール・アビアシオンが生産を行った。ENTACは、個人携行ミサイルとして設計されている。

## 採用国
- アメリカ合衆国
- ノルウェー
- フランス
- 南アフリカ共和国

### アメリカ軍での採用実績
アメリカ陸軍は、フランス製ミサイルSS.10の後継機としてENTACを購入した。1963年から配備が始まり、MGM-32Aの型式番号が与えられた。アメリカ軍では主にM151に車載して運用された。1968年-1969年までに段階的に退役し、BGM-71 TOWが採用された。これは、ベトナム戦争でも運用されている。